# Gomphidia
Gomphidia is een geslacht van libellen (Odonata) uit de familie van de rombouten (Gomphidae).

## Soorten
Gomphidia omvat 24 soorten:
- Gomphidia abbotti Williamson, 1907
- Gomphidia aberrans (Schouteden, 1934)
- Gomphidia balii Fraser, 1949
- Gomphidia bredoi (Schouteden, 1934)
- Gomphidia caesarea Lieftinck, 1929
- Gomphidia confluens Selys, 1878
- Gomphidia flechteri Fraser, 1923
- Gomphidia gamblesi Gauthier, 1987
- Gomphidia ganeshi Chhotani, Lahiri & Mitra, 1983
- Gomphidia interruptstria Zha, Zhang & Zheng, 2005
- Gomphidia javanica Förster, 1889
- Gomphidia kelloggi Needham, 1930
- Gomphidia kirschii Selys, 1878
- Gomphidia kodauensis Fraser, 1923
- Gomphidia kruegeri Martin, 1904
- Gomphidia leonorae Mitra, 1994
- Gomphidia maclachlani Selys, 1873
- Gomphidia madi Pinhey, 1961
- Gomphidia pearsoni Fraser, 1933
- Gomphidia platyceps Fraser, 1953
- Gomphidia quarrei (Schouteden, 1934)
- Gomphidia sjostedti (Schouteden, 1934)
- Gomphidia t-nigrum Selys, 1854
- Gomphidia williamsoni Fraser, 1923